# McCarroll Peak
McCarroll Peak är en bergstopp i Antarktis. Den ligger i Västantarktis. Argentina, Chile och Storbritannien gör anspråk på området. Toppen på McCarroll Peak är 1 105 meter över havet, eller 353 meter över den omgivande terrängen. Bredden vid basen är 9,0 km.
Terrängen runt McCarroll Peak är kuperad åt nordväst, men åt sydost är den platt. Trakten är obefolkad. Det finns inga samhällen i närheten. 